# مرادآباد گرده کوه
گردکوه (Gerde Kouh) روستایی در دهستان بهادران بخش مرکزی شهرستان مهریز استان یزد ایران است.

## جمعیت
بر پایه سرشماری عمومی نفوس و مسکن در سال ۱۳۹۵ جمعیت این روستا ۱٬۵۳۸ نفر (۴۶۹ خانوار) بوده‌است.